# II liga polska w piłce nożnej (1956)
II liga 1956 – 8. edycja rozgrywek drugiego poziomu ligowego piłki nożnej mężczyzn w Polsce. Wzięło w nich udział 14 drużyn, grając systemem kołowym. Sezon ligowy rozpoczął się w marcu 1956, ostatnie mecze rozegrano w listopadzie 1956.
| Poziomy rozgrywkowe w sezonie 1956 | Poziomy rozgrywkowe w sezonie 1956 | Poziomy rozgrywkowe w sezonie 1956 |
| Rozgrywki                          | P                                  | Nazwa                              |
| ---------------------------------- | ---------------------------------- | ---------------------------------- |
| Centralne                          | I                                  | I liga                             |
| Centralne                          | II                                 | II liga                            |
| Makroregionalne                    | III                                | III Liga (9 grup)                  |
| Okręgowe (17 okręgów)              | IV                                 | A klasa                            |
| Okręgowe (17 okręgów)              | V                                  | B klasa                            |
| Okręgowe (17 okręgów)              | VI                                 | C klasa                            |

## Drużyny
| Uczestnicy poprzedniej edycji                                                                                 | Uczestnicy poprzedniej edycji | Uczestnicy poprzedniej edycji | Uczestnicy poprzedniej edycji |
| --- | ----------------------------- | ----------------------------- | ----------------------------- |
| CWB | CWKS Bydgoszcz                | 3                             |                               |
| CWK | CWKS Kraków                   | 4                             |                               |
| CRA | Cracovia                      | 5                             |                               |
| GWB | Górnik Wałbrzych              | 6                             |                               |
| STG | Stal Gdańsk                   | 7                             |                               |
| SZO | Szombierki Bytom              | 8                             |                               |
| MAR | Marymont Warszawa             | 9                             |                               |
| NLI | Naprzód Lipiny                | 10                            |                               |
| AKS | AKS Chorzów                   | 11                            |                               |
| Spadek z I ligi 1955                                                                                          |                               |                               |                               |
| PBT | Polonia Bytom                 | 11                            |                               |
| RAD | Górnik Radlin                 | 12                            |                               |
| Awans z III ligi 1955                                                                                         |                               |                               |                               |
| po barażach o awans                                                                                           |                               |                               |                               |
| SPL | Sparta Lubań Śląski           | 1 (gr. I)                     |                               |
| WAR | Warta Poznań                  | 1 (gr. II)                    |                               |
| SMI | Stal Mielec                   | 2 (gr. II)                    |                               |
| Oznaczenia: - kolumna pierwsza – skróty nazw drużyn, - kolumna trzecia – miejsce zajęte w poprzednim sezonie. |                               |                               |                               |

Uwaga: Szombierki Bytom rozpoczęły sezon pod nazwą Górnik Bytom.

## Rozgrywki
Uczestnicy rozegrali 26 kolejek ligowych po 7 meczów każda (razem 182 spotkania) w dwóch rundach – wiosennej i jesiennej.
Mistrz i wicemistrz II ligi uzyskali awans do I ligi, zaś do III ligi miały spaść zespoły z miejsc 12–14. Ostatecznie z II ligi nie zdegradowano żadnej drużyny, gdyż czasie obrad Walnego Zebrania PZPN 16–17 lutego 1957 zdecydowano o powiększeniu drugiego poziomu rozgrywkowego do 24 drużyn, podzielonych na dwie grupy po 12 zespołów.

### Tabela
| Lp. | Drużyna               | M  | Z  | R  | P  | Bramki | Bramki | Stos. | Pkt | Uwagi           |
| --- | --------------------- | -- | -- | -- | -- | ------ | ------ | ----- | --- | --------------- |
| 1   | Polonia Bytom (M) (A) | 26 | 13 | 9  | 4  | 34     | 18     | 1,889 | 35  | Awans do I ligi |
| 2   | Górnik Radlin (A)     | 26 | 16 | 3  | 7  | 35     | 21     | 1,667 | 35  | Awans do I ligi |
| 3   | CWKS Kraków           | 26 | 11 | 11 | 4  | 40     | 22     | 1,818 | 33  |                 |
| 4   | Szombierki Bytom      | 26 | 12 | 5  | 9  | 36     | 39     | 0,923 | 29  |                 |
| 5   | Naprzód Lipiny        | 26 | 11 | 5  | 10 | 47     | 43     | 1,093 | 27  |                 |
| 6   | Cracovia              | 26 | 10 | 6  | 10 | 35     | 26     | 1,346 | 26  |                 |
| 7   | Stal Gdańsk           | 26 | 9  | 6  | 11 | 30     | 27     | 1,111 | 24  |                 |
| 8   | CWKS Bydgoszcz        | 26 | 7  | 10 | 9  | 28     | 28     | 1,000 | 24  |                 |
| 9   | Sparta Lubań Śląski   | 26 | 10 | 4  | 12 | 30     | 38     | 0,789 | 24  |                 |
| 10  | AKS Chorzów           | 26 | 9  | 5  | 12 | 32     | 35     | 0,914 | 23  |                 |
| 11  | Stal Mielec           | 26 | 8  | 6  | 12 | 30     | 34     | 0,882 | 22  |                 |
| 12  | Warta Poznań          | 26 | 8  | 6  | 12 | 25     | 31     | 0,806 | 22  |                 |
| 13  | Górnik Wałbrzych      | 26 | 7  | 6  | 13 | 35     | 50     | 0,700 | 20  |                 |
| 14  | Marymont Warszawa     | 26 | 8  | 4  | 14 | 29     | 54     | 0,537 | 20  |                 |